# Setumaa

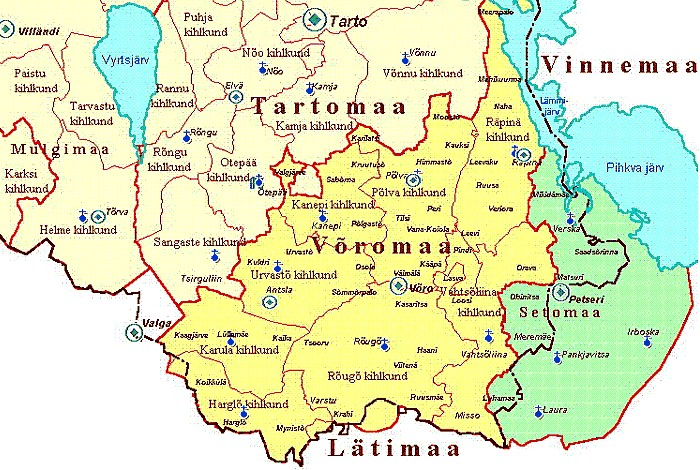
Karte von Setumaa (grün markiert)

Setumaa (Seto und Võro Setomaa, deutsch veraltet Setukesien) ist eine historische Landschaft in Nordosteuropa. Sie umfasst den heutigen Südosten Estlands und den Rajon Petschory im Westen Russlands.

## Lage
Seit der Wiedererlangung der estnischen Unabhängigkeit im August 1991 teilt die estnisch-russische Grenze Setumaa. Zu Setumaa gehören auf estnischer Seite die neugebildete Gemeinde Setomaa im Kreis Võru. Auf russischer Seite gehört dazu das Gebiet um die Stadt Petschory (estnisch Petseri, deutsch Petschur) in der Oblast Pskow (estnisch Pihkva, deutsch Pleskau).

## Setukesen
Setumaa ist benannt nach dem Volk der Setukesen (oder Seto bzw. Setu), deren Stammheimat Setumaa ist. Sie sprechen Seto, eine finno-ugrische Sprache, die am nächsten mit dem Estnischen verwandt ist. Die Setukesen haben eine starke eigene Tradition und Identität. Die Kultur und Folklore unterscheiden sich von der estnischen und russischen. Besonders ihre Volksdichtung und ihre Lieder, die Leelo genannt werden und stilistisch zum baltisch-finnischen Runengesang gehören, sowie die Mythologie (vor allem um den heidnischen Gott Peko) haben Jahrhunderte überdauert. Heute leben nur noch etwa 5.000 Setukesen in Setumaa (andere Zahlen sprechen von 10.000 bis 13.000 Setukesen in ganz Estland und 3.000 bis 4.000 in Russland) und sind gegenüber Esten und Russen in der Minderheit.

## Geschichte
Archäologische Funde datieren die erste Besiedelung Setumaas auf etwa 6400 v. Chr. Eine steinzeitliche Siedlung wurde bei Meremäe nachgewiesen. Seit 862 n. Chr. gehörte der Großteil der Siedlungsgebiete der Setukesen zum russischen Reich, zunächst wahrscheinlich zum Fürstentum Pskow, anschließend zur Republik Nowgorod. Setumaa kam später unter die Herrschaft des Großfürstentums Moskau und dann zum russischen Zarenreich.
Der orthodox-christliche Glaube schlug in Setumaa zwischen dem 10. und 13. Jahrhundert Wurzeln. Heute finden sich noch Steinkreuze aus dieser Zeit. Ab dem 14. Jahrhundert war die Region Grenzgebiet zwischen den Fürsten von Pskow und den Bischöfen von Tartu (deutsch Dorpat). Setumaa lag damit an der Schnittstelle zwischen westlichem und östlichem Christentum. Zur Verteidigung der Gegend ließen die Fürsten von Pskow die Burg Isborsk errichten, die Bischöfe von Tartu die Festung von Vastseliina.
Mit der Erlangung der staatlichen Unabhängigkeit Estlands und dem estnischen Freiheitskrieg kam Setumaa im Friedensvertrag von Tartu vom 2. Februar 1920 an Estland. Es war als Petserimaa ein estnischer Landkreis. Allerdings waren bereits damals die Einwohner mehrheitlich ethnische Russen, so dass Setumaa in der Zwischenkriegszeit eher als kultureller Fremdkörper empfunden wurde.
Mit der Besetzung Estlands durch die Sowjetunion 1940 wurde auch Setumaa okkupiert. Am 15. August 1944 wurden 75 Prozent des ehemaligen Landkreises Petserimaa der Russischen SFSR zugeschlagen und der Oblast Leningrad einverleibt.
Mit der Wiedererlangung der estnischen Unabhängigkeit 1991 blieb die 1944 gezogene Verwaltungsgrenze bestehen. Im russisch-estnischen Grenzvertrag wird diese Grenzziehung auch völkerrechtlich festgestellt. Der Grenzvertrag wurde am 18. Mai 2005 von beiden Regierungen unterschrieben, ist aber von russischer Seite bislang noch nicht ratifiziert. Durch den Vertrag wird Setumaa auch völkerrechtlich in ein estnisches und ein russisches Gebiet geteilt, durch das die Außengrenze der Europäischen Union verläuft.

## Organisationen
Die vier estnischen Gemeinden Setumaas haben mit dem „Verband der Gemeinden Setumaas“ (Setomaa Valdade Liit) eine Interessengemeinschaft gegründet, die das gemeinsame kulturelle Erbe Setumaas bewahren soll. Für die Setukesen bleibt die Teilung ihrer Heimat eine bittere Erfahrung der Geschichte.